# Oslo bystyre
Oslo bystyre er en folkevalgt forsamling med 59 medlemmer som er Oslo kommunes øverste politiske myndighed. Bystyret vælges for 4 års-perioder og modsvarer andre norske kommuners kommunestyre. Bystyrets hovedopgaver er at lægge hovedlinjerne for udviklingen af Oslo og byens kommunale tjenester, herunder fordelingen af de penge som kommunen har til rådighed. Lederen af bystyret kaldes "ordfører" på norsk og normalt "borgmester" på dansk.
Oslo har både status som kommune og fylke, og har dermed ikke et separat fylkesting; i stedet har Oslo bystyre den myndighed som både et bystyre og et fylkesting har i andre fylker. Oslo har siden 1. januar 2004 været inddelt i 15 bydele som hver har sit folkevalgte bydelsudvalg. Bystyret er overordnet bydelsudvalgene og kan omgøre deres vedtagelser.
Oslo byråd har den udøvende magt i byen og leder kommunens administration og gennemfører bystyrets beslutninger.